# Русские в Казахстане
Русские в Казахстане (каз. Қазақстандағы орыстар) — вторая по численности национальная группа в Казахстане. По данным на 1 января 2025 года русские составляли 14,61 % населения страны (2 963 938 человек).
Проживают преимущественно в Северном, Центральном (в Карагандинской области) и Восточном Казахстане, в меньшей степени в Семиречье и приграничных с Оренбургской областью районах. Сейчас из 21 города с численностью более 100 000 человек русские преобладают только в трёх — Петропавловске (52,97 %), Темиртау (42,8 %) и Рудном (44,25 %).
Численность русских в Казахстане сократилась с 6,23 млн человек в 1989 году до 2,96 млн в 2025 году ..

## История

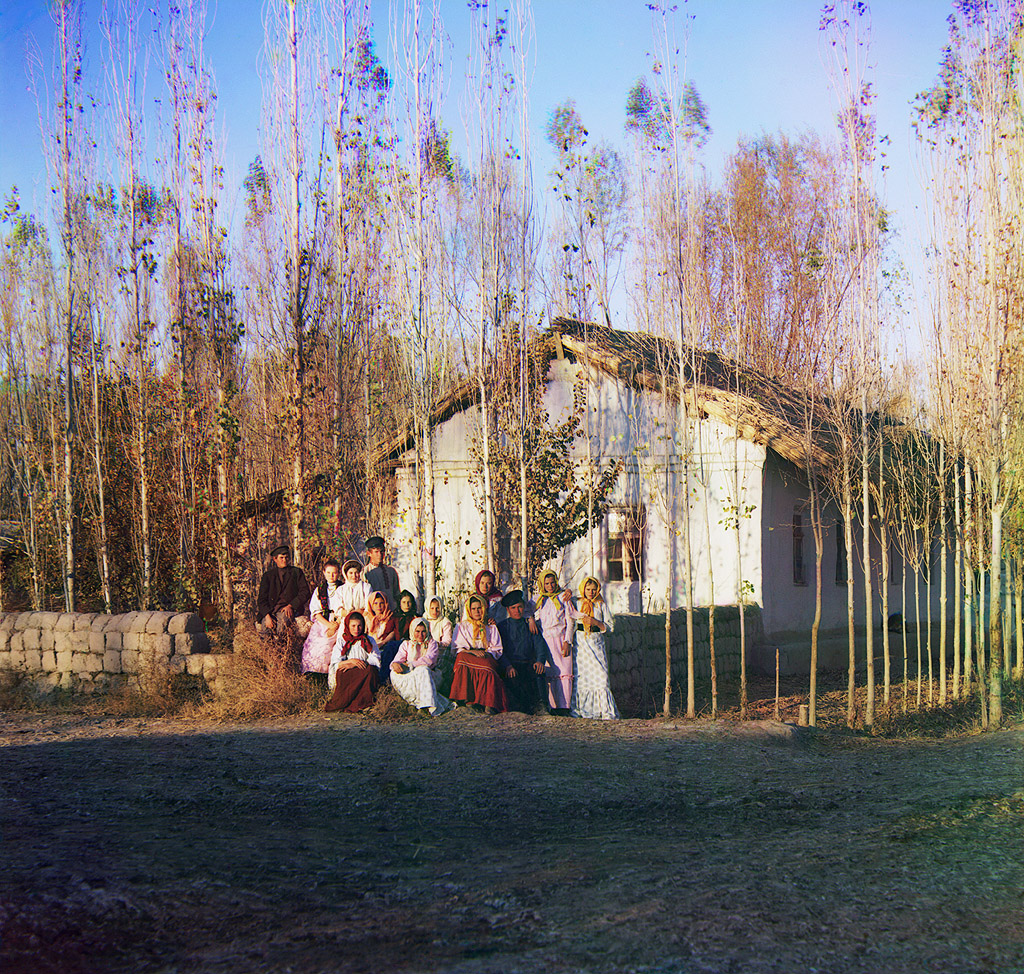
Переселенческий хутор в Надеждинском поселке с группой крестьян. 1911 Недалеко от Петропавловска, Казахстан (фото С. Прокудина-Горского)

Русские переселенцы появились в Южном Казахстане после присоединения этой территории к России в 1824 году, поначалу оседая в опорных пунктах края: городах Ак-Мечеть, Туркестан, Шымкент. Так, в Туркестан в 1876 году приехали несколько семей уральских казаков — 20 человек.
В XVI веке впервые выходцами из Русского царства, а затем и Российской империи на территории нынешнего Казахстана были основаны первые военные поселения и крепости. На местах кочевий тюркских племён казаки сначала строили крепости военным гарнизоном, затем перевозились семьи, после чего рядом возникало поселение. На землях Казахстана существовало три казачьих войска — Уральское, Сибирское и Семиреченское. Часть казаков имели также и тюркские корни, особенно по женской линии.
Старейшее поселение на территории Казахского ханства — Яицкий городок (впоследствии г. Уральск) — было основано в 1520 году. Позже были основаны Гурьев (1645), Семей (1718), Усть-Каменогорск (1720), Павлодар (1720), Петропавловск (1752), Кокшетау (1824), Акмолинск (1830), Казалинск (1848), Верный (1854), Актюбинск (1868), Костанай (1879) и другие более мелкие городские поселения.
| Область        | Численность русских | Доля   | Численность казахов | Доля   | Общая численность |
| -------------- | ------------------- | ------ | ------------------- | ------ | ----------------- |
| Акмолинская    | 174292              | 25,5 % | 427389              | 62,6 % | 682608            |
| Семей          | 65062               | 9,5 %  | 604564              | 88,3 % | 684590            |
| Семиреченская  | 76839               | 7,8 %  | 794815              | 80,5 % | 987863            |
| Тургайская     | 30438               | 6,7 %  | 410904              | 90,6 % | 453416            |
| Уральская      | 160894              | 24,9 % | 460173              | 71,2 % | 645121            |
| Сыр-Дарьинская | 11279               | 1,4 %  | 741894              | 88,8 % | 835432            |
| Итого:         | 518804              | 12,1 % | 3439739             | 80,2 % | 4289030           |

По данным переписи 1897 года, на землях современного Казахстана (перепись велась по уездам, областям и городам Российской Империи) проживало 4,3 млн чел. — 82,8 % населения составляли казахи (3,44 млн чел.), на долю русских приходилось около 11,1 % (454 402 чел.).
В конце XIX века начался скачкообразный рост русского и украинского переселенческого населения, как крестьянского, так и городского. К 1917 году русские и украинцы составляли около 30—40 % населения современного Казахстана, хотя точных данных об этом нет. В основном переселенцы предпочитали селиться в Северном Казахстане, в Семиречье и на Рудном Алтае, в меньшей степени в Северо-Западном и Южном Казахстане.
Этнический состав в губерниях (округах) КазАССР по итогам переписи населения 1926 г.:
|                          | всего     | русские | %       | украинцы | %       | казахи  | %       |
| ------------------------ | --------- | ------- | ------- | -------- | ------- | ------- | ------- |
| Акмолинская губерния     | 1.211.379 | 394 114 | 32,53 % | 312 338  | 25,78 % | 430.804 | 35,56 % |
| Актюбинская губерния     | 468.831   | 43 812  | 09,34 % | 88 413   | 18,86 % | 320.053 | 68,27 % |
| Жетысуйская губерния     | 886.697   | 44 777  | 05,05 % | 88 882   | 10,02 % | 563.093 | 63,50 % |
| Семипалатинская губерния | 1.309.857 | 398 657 | 30,44 % | 140 233  | 10,71 % | 714.637 | 54,56 % |
| Костанайский округ       | 389.260   | 82 661  | 21,24 % | 160 844  | 41,32 % | 123.411 | 31,70 % |

В 1926 году русские (без учёта украинцев и белорусов) составляли 19,7 % населения Казакской АССР.
На фоне голодомора и коллективизации в 1920-е и 1930-е годы в Казахстане, от которого погибли преимущественно сельское казахское население, доля русских выросла, в том числе за счёт множества репрессированных и ссыльных, однако русское крестьянство стало исчезать. Казахи же, оправившись от голода, стали быстро наращивать свою численность. В 1940-е годы Казахстан принял достаточно много эвакуированных и репрессированных в годы войны переселенцев (немцев, чеченцев, ингушей и т.д). Последняя крупная волна переселения в Казахстан пришлась на так называемое освоение целины, также свою роль сыграло освоение космоса и развитие горнодобывающей промышленности. Уже к 1960-м годам русские как в Казахстане, так и в целом в СССР, стали в основном городским народом. На фоне урбанизации в 1960-е резко сократился естественный прирост в русской среде, в основном из-за снижения рождаемости. Возник сильный разрыв в уровне естественного прироста между русскими (ок. 5 ‰) и казахами (ок. 30 ‰), хотя до середины 1950-х естественный прирост русских был выше.
Уже в 1960-е отток русских в РСФСР и другие республики стал преобладать над притоком, хотя до конца 1980-х абсолютная численность русских продолжала расти, хотя и более медленными темпами, чем у казахов. С 1989 года их численность значительно сократилась и продолжает снижаться. В 1990-е на фоне ухудшения экономики ежегодно уезжали сотни тысяч человек. Большой проблемой является очень низкая рождаемость и высокая смертность в русской среде, усугублённая продолжающимся отъездом значительной части молодёжи в более развитые регионы мира.
В настоящее время средний возраст русских в Казахстане составляет 35-40 лет, против 26 лет у казахов. Таким образом, в настоящее время русские по своей численности стали значительно уступать казахам и по данным переписи 2021 года составляют 15,54 % населения страны. При этом они составляют около 50—55 % пенсионеров в стране при 10—15 % среди детей, что связано с низкой рождаемостью и преобладанием русской молодежи, покидающей страну.

## Численность и географическое распределение

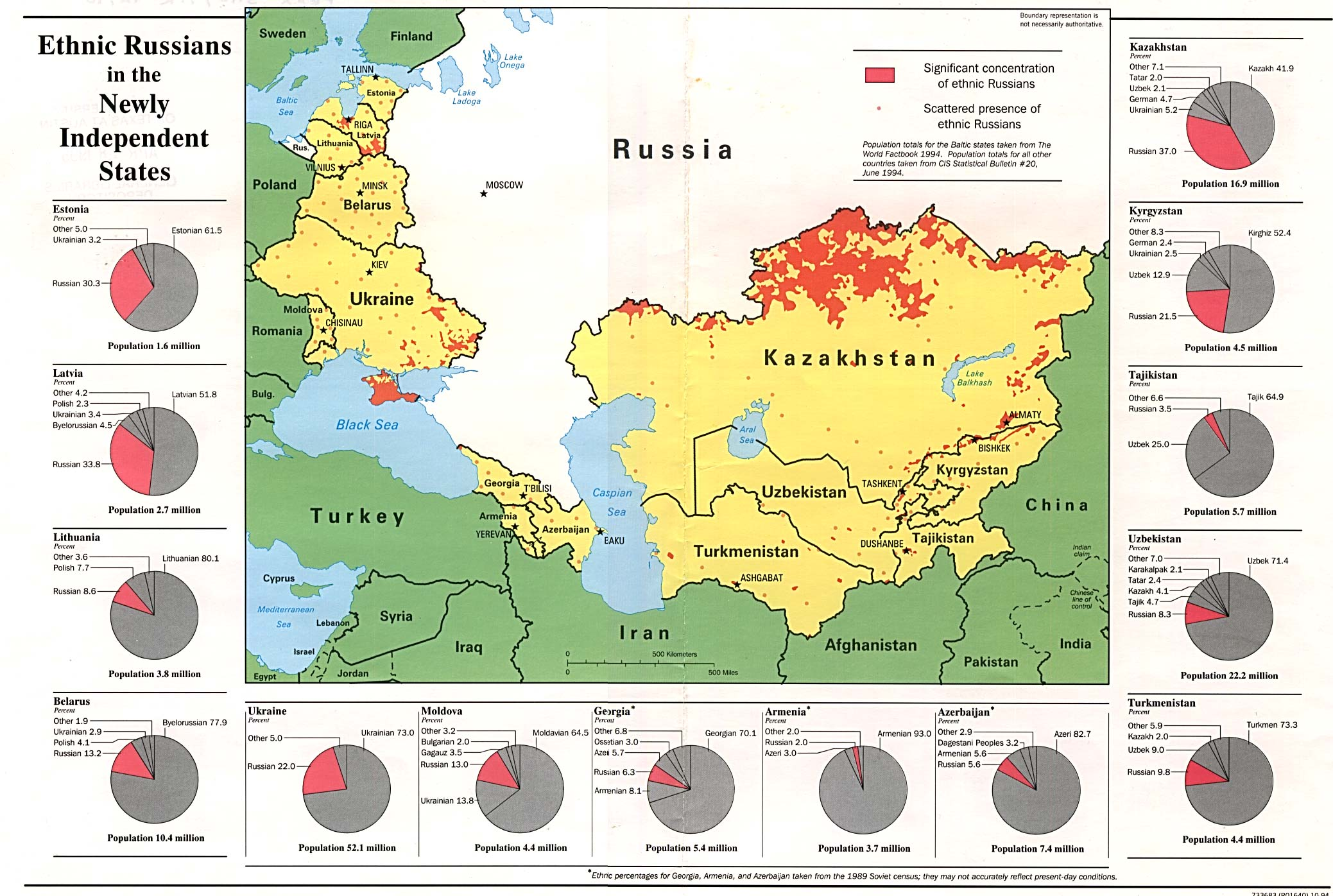
Расселение русских в странах бывшего СССР. Доли этносов согласно переписи 1989 г., численность населения стран дана на 1994 г.

По данным переписи 1989 года в Казахстане самые многочисленные русские сообщества были в таких регионах: в Восточно-Казахстанской обл. — 64,9 %, Северо-Казахстанской — 64,9 %, Карагандинской — 61,1 %, Алматинской — 43,6 %, Костанайской — 45,2 %, Павлодарской — 42,4 %, Астана — 42,7 % и Кокшетау — 38,5 %.
После распада Советского Союза в Казахстане осталось 6 млн русских. К этому времени на русском языке разговаривало почти всё население, это был не только язык социального продвижения, но и разговорный язык городских казахов.
По данным переписи 1999 года из всего населения республики 6906,5 тысячи человек (46,2 %) владели одним языком, 8 046,6 тысяч человек (53,8 %) — двумя и более. Русским языком владели 12673,4 тысячи человек, или 84,8 % населения республики, из них 4479,5 тыс. человек (30 %) — русские и ещё 8193,9 (54,8 %) — представители других национальностей. Казахским языком владело 9631,3 тысяч человек, то есть 64,4 % от общей численности населения.
Общие данные о численности русского населения и его динамике на общеказахстанском фоне по данным переписей таковы (казахстанская статистика опирается на несколько иные данные о положении на 1989 г.):
| Год  | Численность | Доля (%) |
| ---- | ----------- | -------- |
| 1897 | 454 402     | н/д      |
| 1939 | 2 458 687   | 39,97    |
| 1959 | 3 974 229   | 42,69    |
| 1970 | 5 449 826   | 42,42    |
| 1979 | 5 991 205   | 40,80    |
| 1989 | 6 227 549   | 37,82    |
| 1999 | 4 479 620   | 29,96    |
| 2009 | 3 793 764   | 23,70    |
| 2021 | 2 981 946   | 15,54    |

### Переписи населения
Численность и доля русских по данным переписи населения за эти годы, по областям и городов республиканского значения:
|                                | Численность | Численность | Численность | Численность | Численность | Численность | Доля (%) | Доля (%) | Доля (%) | Доля (%) | Доля (%) | Доля (%) |
| 1970                           | 1979        | 1989        | 1999        | 2009        | 2021        | 1970        | 1979     | 1989     | 1999     | 2009     | 2021     |          |
| Казахстан                      | 5 521 917   | 5 991 205   | 6 062 019   | 4 479 620   | 3 793 764   | 2 981 946   | 42,43    | 40,78    | 37,42    | 29,95    | 23,69    | 15,54    |
| ------------------------------ | ----------- | ----------- | ----------- | ----------- | ----------- | ----------- | -------- | -------- | -------- | -------- | -------- | -------- |
| Акмолинская область            | 424 421     | 442 506     | 459 348     | 329 454     | 264 011     | 210 769     | 44,22    | 44,47    | 43,15    | 39,39    | 35,79    | 26,92    |
| Актюбинская область            | 145 218     | 158 298     | 173 281     | 114 416     | 103 069     | 67 462      | 26,37    | 25,11    | 23,65    | 16,76    | 13,60    | 7,44     |
| Алматинская область            | 481 944     | 514 011     | 518 315     | 339 984     | 306 383     | 229 234     | 37,87    | 35,36    | 31,54    | 21,81    | 16,94    | 10,68    |
| Атырауская область             | 76 316      | 67 957      | 63 673      | 38 013      | 33 617      | 30 059      | 22,42    | 18,18    | 14,99    | 8,63     | 6,58     | 4,46     |
| Восточно-Казахстанская область | 881 608     | 899 047     | 914 424     | 694 705     | 561 183     | 430 978     | 56,37    | 54,24    | 50,87    | 45,37    | 40,18    | 32,13    |
| Жамбылская область             | 256 267     | 282 403     | 275 424     | 179 258     | 122 612     | 87 965      | 32,34    | 30,36    | 26,51    | 18,12    | 11,99    | 7,33     |
| Западно-Казахстанская область  | 197 171     | 217 743     | 216 514     | 174 018     | 135 813     | 109 205     | 38,42    | 37,18    | 34,39    | 28,21    | 22,67    | 16,16    |
| Карагандинская область         | 788 777     | 859 363     | 817 900     | 614 416     | 529 961     | 391 718     | 50,54    | 50,16    | 46,85    | 43,56    | 39,49    | 29,05    |
| Костанайская область           | 432 109     | 483 260     | 535 100     | 430 242     | 380 599     | 280 577     | 42,93    | 44,37    | 43,72    | 42,27    | 42,97    | 33,66    |
| Кызылординская область         | 91 797      | 86 084      | 37 960      | 17 155      | 16 146      | 12 324      | 18,56    | 15,31    | 6,60     | 2,87     | 2,37     | 1,51     |
| Мангистауская область          | 60 008      | 99 923      | 106 801     | 46 630      | 39 851      | 31 990      | 37,68    | 40,15    | 32,93    | 14,81    | 8,21     | 4,35     |
| Павлодарская область           | 310 004     | 370 916     | 427 658     | 337 924     | 287 970     | 223 712     | 44,41    | 45,94    | 45,38    | 41,87    | 38,78    | 29,56    |
| Северо-Казахстанская область   | 458 783     | 463 114     | 469 636     | 361 461     | 300 849     | 240 567     | 52,43    | 52,36    | 51,49    | 49,78    | 50,43    | 44,48    |
| Туркестанская область          | 282 553     | 300 365     | 278 473     | 162 098     | 136 538     | 27 926      | 21,91    | 19,14    | 15,27    | 8,19     | 5,52     | 1,36     |
| г. Астана                      | 104 010     | 133 432     | 152 147     | 129 480     | 122 215     | 118 376     | 57,36    | 67,93    | 54,09    | 40,54    | 19,93    | 9,59     |
| г. Алма-Ата                    | 530 931     | 612 783     | 615 365     | 510 366     | 452 947     | 415 705     | 68,28    | 64,04    | 57,40    | 45,19    | 33,16    | 20,48    |
| г. Шымкент                     |             |             |             |             |             | 73 379      |          |          |          |          |          | 6,60     |

## Численность русских по областям

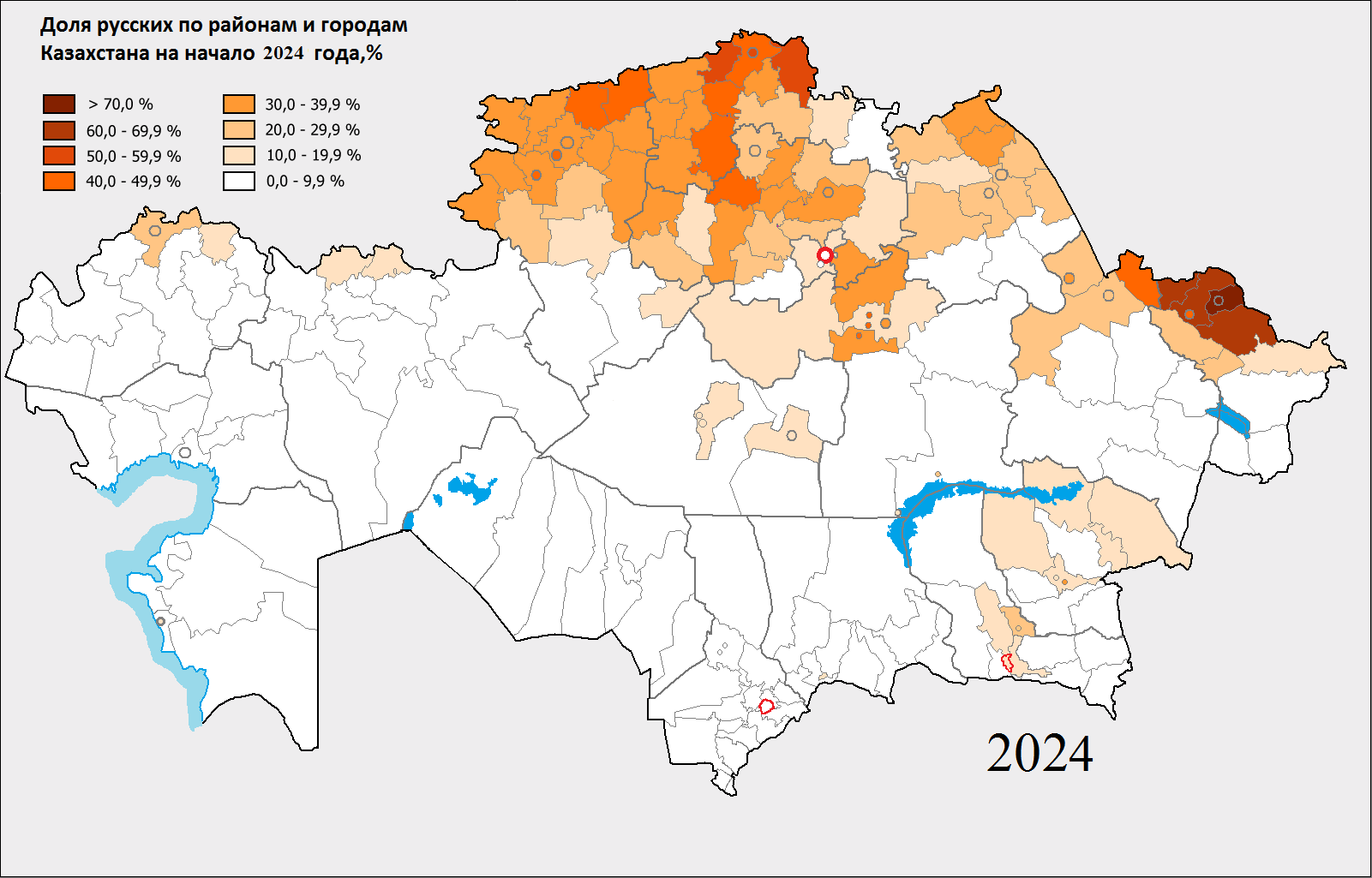
Доля русских по районам и городам областного и республиканского подчинения Казахстана на начало 2024 года

Оценка на начало года.
|                                | Численность | Численность | Численность | Доля (%) | Доля (%) | Доля (%) |
| 2023                           | 2024        | 2025        | 2023        | 2024     | 2025     |          |
| Казахстан                      | 3 000 611   | 2 983 317   | 2 963 938   | 15,18    | 14,89    | 14,61    |
| ------------------------------ | ----------- | ----------- | ----------- | -------- | -------- | -------- |
| Абайская область               | 97 628      | 96 093      | 94 652      | 16,00    | 15,82    | 15,70    |
| Акмолинская область            | 210 463     | 208 694     | 207 130     | 26,71    | 26,48    | 26,31    |
| Актюбинская область            | 68 841      | 68 439      | 68 155      | 7,42     | 7,29     | 7,18     |
| Алматинская область            | 150 406     | 149 843     | 149 412     | 9,99     | 9,78     | 9,58     |
| Атырауская область             | 30 061      | 30 080      | 29 870      | 4,34     | 4,27     | 4,20     |
| Восточно-Казахстанская область | 328 101     | 320 177     | 324 115     | 44,93    | 44,58    | 44,23    |
| Жамбылская область             | 88 277      | 87 249      | 86 060      | 7,25     | 7,14     | 7,04     |
| Жетысуская область             | 83 197      | 82 336      | 81 310      | 11,91    | 11,80    | 11,71    |
| Западно-Казахстанская область  | 110 901     | 110 270     | 109 651     | 16,12    | 15,91    | 15,75    |
| Карагандинская область         | 358 432     | 355 622     | 352 670     | 31,58    | 31,32    | 31,10    |
| Костанайская область           | 279 697     | 278 226     | 276 766     | 33,61    | 33,52    | 33,52    |
| Кызылординская область         | 12 554      | 12 431      | 12 246      | 1,51     | 1,48     | 1,45     |
| Мангистауская область          | 31 601      | 31 378      | 31 249      | 4,12     | 3,99     | 3,88     |
| Павлодарская область           | 220 669     | 219 010     | 217 302     | 29,23    | 29,05    | 28,93    |
| Северо-Казахстанская область   | 236 974     | 235 112     | 231 804     | 44,37    | 44,35    | 44,39    |
| Туркестанская область          | 29 442      | 29 098      | 28 697      | 1,39     | 1,36     | 1,33     |
| Улытауская область             | 31 651      | 31 061      | 30 512      | 14,29    | 14,02    | 13,79    |
| г. Астана                      | 127 576     | 129 436     | 131 620     | 9,42     | 9,05     | 8,61     |
| г. Алма-Ата                    | 428 954     | 429 861     | 429 898     | 19,84    | 19,29    | 18,76    |
| г. Шымкент                     | 75 186      | 74 963      | 74 757      | 6,31     | 6,13     | 5,95     |

## Демографические характеристики
Как и многие другие народы прошедшие демографический переход для русских Казахстана характерны низкая рождаемость, высокая смертность и низкие темпы естественного прироста (что также характерно для русских, проживающих в других странах бывшего СССР, включая РФ). Общий коэффициент рождаемости русского этноса составил 8,6 ‰ (ниже среднереспубликанского на 65,1 % или в 1,7 раза), в то время как уровень смертности значительно выше в 1,4 раза. Общий коэффициент естественного прироста русских в 1999 году составлял 5,1 ‰. В 1999 году удельный вес городского населения русского этноса составил 73,9 %. Удельный вес возрастной группы старше 60 лет у русских составляет 17,0 %, у русских этот показатель выше, чем у казахов, в 3,2 раза. В период между 1990 и 1999 годами рождаемость у русских падала, а смертность возрастала.
При этом, по данным переписи 2021 года, суммарный коэффициент рождаемости у русского населения Казахстана, как и у украинского, был гораздо выше, чем на исторической родине — 2,11 и 2,14, соответственно.

## Языки

### Адаптация и владение государственным (казахским) языком
Русское население Казахстана отличается низким уровнем знания казахского языка. Доля людей, владеющих казахским языком среди русских, — одна из самых низких среди всех этнических групп, составляющих население страны (характерно для русских и русскоязычного населения северного, центрального, восточного регионов и Алма-Ата).
Так, согласно предварительным данным переписи 2009 года, о том, что способны читать и писать по-казахски, заявили всего 6,3 % русских.

### Образование на русском языке
По данным государственного комитета статистики, в 1994 году русский язык доминировал в сфере образования: в дошкольных учреждениях республики воспитывались на русском языке 478 490 детей, в средних учебных заведениях — 1033, 9 тысяч учеников, в высших учебных заведениях — 189 416 студентов. Согласно данным президента Нурсултана Назарбаева, на апрель 2006 года 40 % школьников получали среднее образование исключительно на русском языке. Из более чем 120 частных школ обучение на казахском языке ведётся только в 2. В начале 2010 года министр образования и науки в интервью «Эху планеты» сказал, что «Русских школ, то есть таких, где все предметы на русском языке, у нас в республике около 30 процентов».
Существенно менее симметрично сложилось представительство казахов и русских среди студентов вузов, например, в 1996/1997 учебном году казахи составляли 65,2 %, а русские — только 24 % всех обучающихся. Впрочем, данная диспропорция существует с советского периода. Так в 1989 г. 54 % всех студентов Казахстана были казахи, а 31 % — русские. Хотя в тот период численность казахов и русских была примерно равна (6,5 и 6,2 млн чел). В частности, это связано с массовым выездом русской молодёжи на учёбу в ВУЗы РСФСР, а позже в 90-е годы — в Российскую Федерацию.

### Статус языка

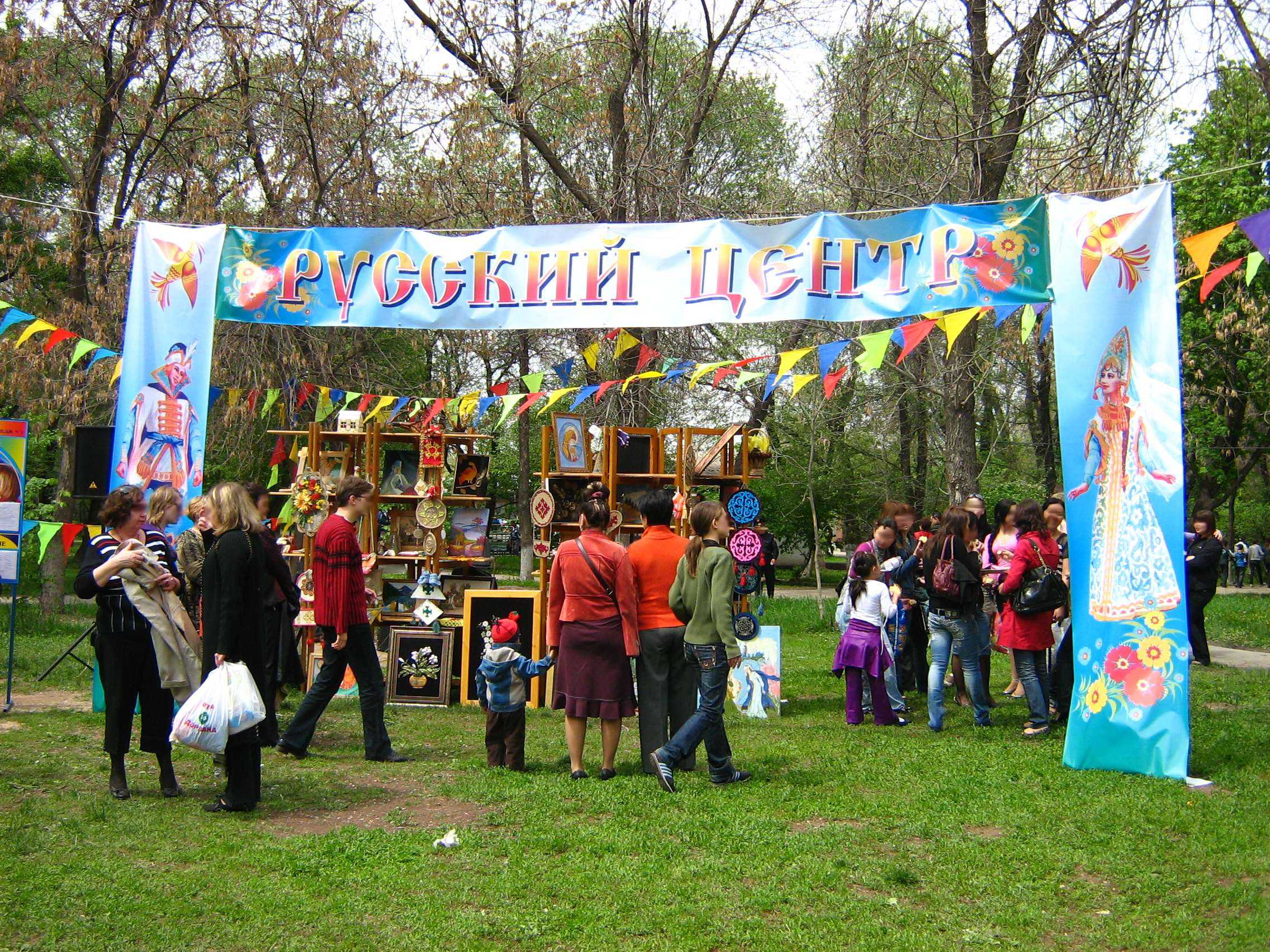
Выставка Русского культурного Центра в Алма-Ате

По конституции 1995 года русскому языку впервые был придан статус «официально употребляемого в государственных организациях и органах местного самоуправления». Постановление Конституционного Совета разъяснило это положение: «(..) конституционную норму о том, что „наравне с казахским официально употребляется русский язык“. Данная конституционная норма понимается однозначно, что в государственных организациях и органах местного самоуправления казахский и русский языки употребляются в равной степени, одинаково, независимо от каких-либо обстоятельств». В законе 1997 года «О языках в Республике Казахстан» это положение было повторено. В 2004 году в закон о языке были внесены изменения, которые, как считают некоторые, не дают полного понимания статуса русского языка в Казахстане: «языком работы и делопроизводства государственных органов, организаций и органов местного самоуправления Республики Казахстан является государственный язык, наравне с казахским официально употребляется русский язык»… «В работе негосударственных организаций используется государственный и, при необходимости, другие языки».
В 2006 году было объявлено, что всё делопроизводство к 2010 году будет переведено на казахский язык. (При этом официальное двуязычие будет сохранено, однако казахский язык для делопроизводства станет обязательно применяемым и приоритетным.)
Статья 7 Конституции провозглашает равные права для русского и казахского языков.
Конституция Республики Казахстан (принята на республиканском референдуме 30 августа 1995 года; текст по состоянию на 21 мая 2007 года)
День вступления Конституции в силу — 5 сентября 1995 года
Статья 7
1. В Республике Казахстан государственным является казахский язык.
2. В государственных организациях и органах местного самоуправления наравне с казахским официально употребляется русский язык.
Согласно Постановлению Конституционного Совета РК от 8 мая 1997 года № 10/2: «Данная конституционная норма понимается однозначно, что в государственных организациях и органах местного самоуправления казахский и русский языки употребляются в равной степени, одинаково, независимо от каких-либо обстоятельств».

3. Государство заботится о создании условий для изучения и развития языков народа Казахстана.

Исследователи отмечают, что 
Сегодня многие из русских занимают сравнительно высокооплачиваемые по сравнению с коренным населением рабочие места в промышленности и других технически сложных сферах деятельности, часть имеет свой бизнес. Будучи наиболее активной частью русского этноса, длительное время жившей в иноэтничном окружении, они заметно отличаются по менталитету от русских в России, причём нередко — отнюдь не в худшую сторону.

### Политические партии и взгляды на русский язык
По данным М. Крамаренко в 2007 году в целом русских в Казахстане было около 26 %, а в электоральном возрасте (учитывая, что у русских по сравнению с казахами низка доля детей и подростков) доля русских возрастает до 35—40 %. При этом на казахстанских выборах 2007 года (18 августа 2007 года прошли досрочные выборы в нижнюю палату парламента — мажилис) наибольшая доля русскоязычных (тут М. Крамаренко использует этот термин для обозначения представителей русского (славянских) этноса, и дает расшифровку дальше в тексте, хотя все кандидаты владели русским языком) среди выдвинутых партиями кандидатов была в КНПК (Народная партия Казахстана) — 35 %, ОСДП (Общенациональная социал-демократическая партия) — 18,5 % и правящей партии «Нур-Отан» — 17,46 %; у остальных партий эта доля составила от 6 до 11 % (то есть по 1—2 кандидата). По вопросу о статусе русского языка КНПК призывает к сохранению прежнего статуса русского языка, а ОСДП выступает за создание условий для полноценного использования русского языка, который, по мнению партии, «сыграл несомненную роль в создании атмосферы межэтнического согласия».

## Отъезд русских из Казахстана
За период с 1990 по 1997 год из Казахстана выехало 1,2 миллиона русских, что составляло почти 14 % населения, из них более 90 % уехало в Россию.
Основными факторами отъезда считаются: распад единого пространства СССР, возвращение на этническую родину, безработица и инфляция в начале 90-х, быстрый рост казахского населения, миграция избыточного сельского населения в города, усиление межэтнической конкуренции на рынках труда, а также увеличение числа казахов в государственном аппарате и ведущих отраслях экономики. Однако экономический подъём в Казахстане и связанное с этим расширение возможности применения труда специалистов приводит к сокращению темпов отъезда русских из республики: в 1999 году из Казахстана выехало на 80 тыс. русских больше, чем въехало, а в 2004 году эта разница составила около 25 тыс. человек.
Из-за эмиграции и этнической специфики естественного прироста национальный состав населения страны после 1990 года сильно изменился. Уже в начале 1992 года казахи (7,05 млн чел.) представляли большинство населения (52 %), а русских насчитывалось только 31,4 %. Как причину отъезда русских из Казахстана — потеря привилегированного статуса в рамках СССР и страх перед дискриминацией — назвала международная правозащитная организация Human Rights Watch.
Вместе с тем в связи с тяжёлой демографической ситуацией в России была принята «Государственная программа по оказанию содействия добровольному переселению в Российскую Федерацию соотечественников, проживающих за рубежом», направленная на стимулирование переселения людей, в первую очередь русских, оказавшихся после распада СССР за пределами России и желающих переселиться в Россию. Данная программа принята Указом Президента РФ 28 июня 2006 года и рассчитана на период с 2006 по 2012 годы (с 2013 года она становится бессрочной).

## Северный и Восточный Казахстан
В 1990-е годы были отмечены большие масштабы миграции в Северный Казахстан, обусловленные экономическим и этническим факторами. Так по сравнению с Южным и Центральным Казахстаном, откуда наблюдались наиболее крупные миграционные потоки, промышленность и сельское хозяйство Северного Казахстана в этот период оставались относительно стабильными. Также в Северный Казахстан была направлена значительная миграция русских из других регионов, вызванная стремлением русского населения к сосредоточении в собственной этнической среде. Среди мигрантов-русских преобладали иммигранты, прибывшие из стран СНГ (в основном из России), а среди мигрантов-казахов — прибывшие из регионов Казахстана.

## Русские организации

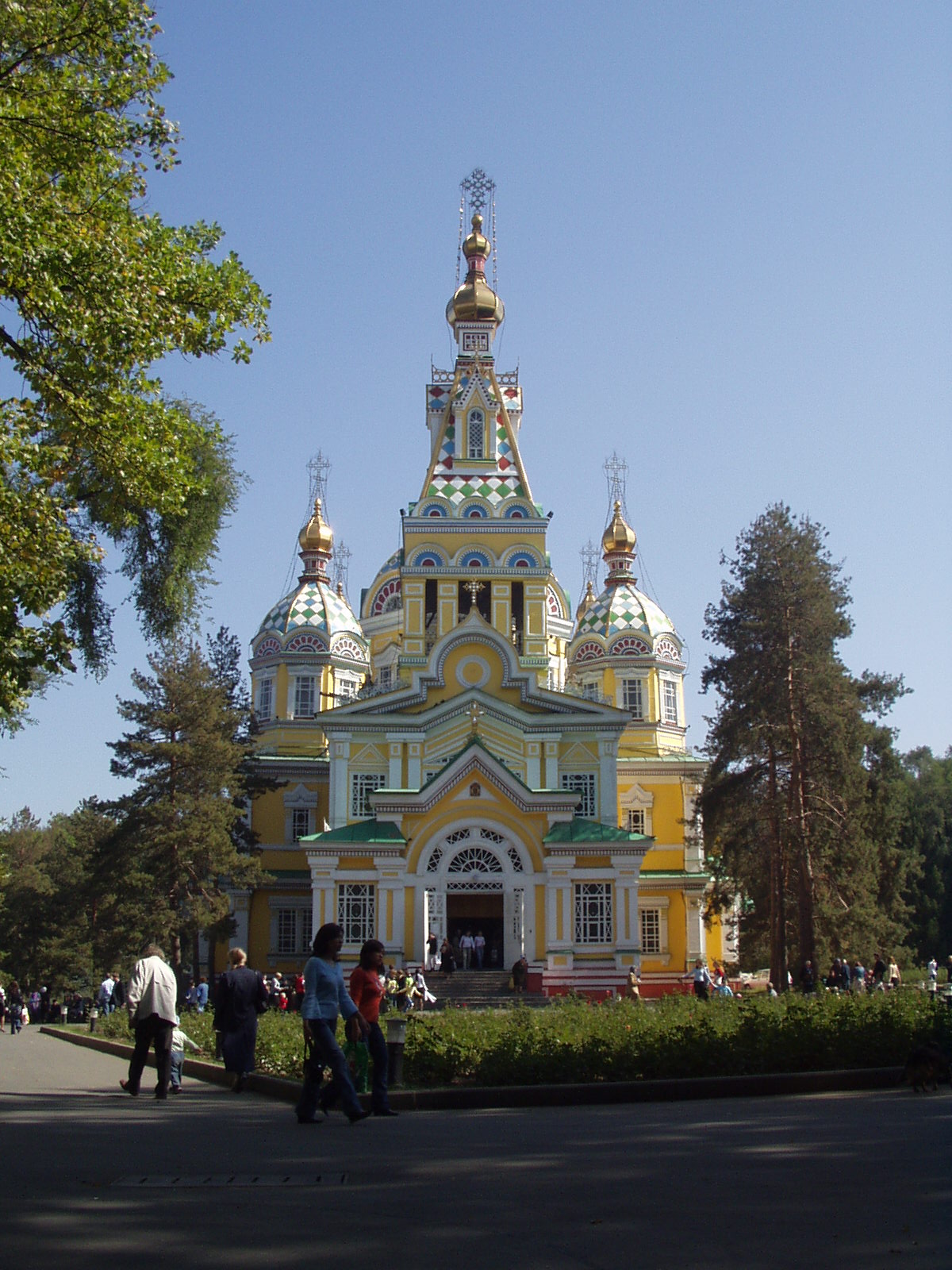
Вознесенский кафедральный собор в Алма-Ате

По казахстанскому законодательству запрещено создание политических партий на национальной и конфессиональной основе.
В республике действуют
- Общественное объединение «Республиканское славянское движение „Лад“» (РСД «Лад») (функционирует с 26 сентября 1992 года). Одной из основных целей было обозначено признание русского языка как второго государственного. Организация насчитывает около 50 000 членов и имеет 24 филиала по стране. Имеется печатный орган — газета «ЛАД». Там публикуются материалы аналитического характера. Председатель — Крамаренко, Максим Борисович, г. Кокшетау.[30],
- общественное объединение «Истоки»,
- Русская община Казахстана,
- Ассоциация учителей русских школ Казахстана,
- общественное объединение «Славянский культурный центр»,
- 15 мая 2002 года на презентации общественного объединения «Русская партия Казахстана» (РПК) было объявлено, что первоочередная задача РПК — это призвать всех русских, проживающих в Казахстане, к изучению государственного языка. Членами Русской партии при её открытии стали более 3 тыс. человек[31].
- казачьи организации.

Как указывает казахстанский исследователь Н. Мустафаев, «Области Северного Казахстана наряду с г. Алма-Ата и Восточно-Казахстанской областью являются наиболее политизированными регионами страны. Филиалы большинства оппозиционных партий и движений активно участвуют в политической жизни, имеют свою электоральную базу. Значительное влияние имеют этноориентированные движения РСД „Лад“, Русская община Казахстана, общества казаков, Коммунистическая партия Казахстана».

## Межэтнические взаимоотношения
Русские и другие европейские этносы, по мнению А. Шустова от 16 ноября 2009 года, в межэтнических столкновениях в Казахстане не участвовали.
Отсутствие в конфликтах «славянской составляющей» объясняется тем, что казахи и русские, как правило, занимают разные экономические ниши. Кроме того, у русских есть возможность эмигрировать в Россию. Для русских Казахстана характерен высокий процент смешанных браков (43,4 %), в основном с представителями других европейских национальностей.
Единственным заметным событием стал показательный арест членов организации «Русь», планировавших захват власти и присоединение Восточного Казахстана к Российской Федерации, Комитетом национальной безопасности Казахстана. События произошли в ночь с 19 на 20 ноября 1999 года. В организацию «Русь», согласно публикации пресс-службы КНБ, были привлечены бывшие военные, участвовавшие в конфликтах в Приднестровье, в Таджикистане и в Чечне. Все повстанцы, во главе с Виктором Пугачевым (по документам — гражданин России, москвич Виктор Казимирчук), были приговорены к длительным срокам заключения.